# Brée (Belgique)
 (août 2018).
Si vous disposez d'ouvrages ou d'articles de référence ou si vous connaissez des sites web de qualité traitant du thème abordé ici, merci de compléter l'article en donnant les références utiles à sa vérifiabilité et en les liant à la section « Notes et références ».
Pour les articles homonymes, voir Brée et Bree.
Brée (Bree en néerlandais) est une ville néerlandophone de Belgique située en Région flamande dans la province de Limbourg.
Brée était une des 23 Bonnes Villes de la principauté de Liège.

## Histoire
Des découvertes archéologiques des périodes néolithique, de l'âge du bronze, romaine et mérovingienne ont été réalisées sur le territoire de Bree. Le domaine de Britte, qui comprenait également Beek, appartenait peut-être au comte Ansfried. L'église de Britte serait alors l'église de Beek (nl). À partir de 1007, Beek appartiend alors à l'abbaye de Thorn (nl), tandis que l'actuelle Bree sera scindée et conservera le nom de Britte. Une nouvelle église a été construite. Cette propriété revint finalement à Ermengarde, qui était la veuve d'Arnold, comte du comté de Haspinga. En 1078, la propriété revient au chapitre de l'église Saint-Barthélemy de Liège.
Bree a obtenu ses privilèges de ville au XIIIe siècle. Depuis 1366 elle fut une des Bonnes Villes de la Principauté de Liège. La ville a été entièrement fortifiée au XIVe siècle et entourée d'une levée de terre ou d'un fossé de sept mètres de large. Les tours défensives partiellement restaurées font encore référence à son passé médiéval. Les portes de la ville étaient au nombre de quatre : la Gerdingerpoort, la Nieuwstadpoort, la Kloosterpoort et l'Itterpoort. La ville était également entourée de douves. Les remparts de la ville comportaient également deux tours, la Grauwe Toren ou Everaertstoren, et la Tour Blanche (ou Witte Toren), qui abritait une poudrière. Au début du XVIIe siècle, une tour portant le nom de Cruyt, séparée de l'enceinte, a été construite à cet effet, tandis qu'à la fin du XVIe siècle, la Verwerstoren a également été construite, où se pratiquait la teinture du lin. Finalement, les murs défensifs furent démolis et en 1951 un périphérique fut construit sur cette zone.
Bree faisait partie du Vier Crispelen (nl), une sorte de mini-État de quatre villages coopérants. Ses habitants assuraient également la défense de Bree. Un banc échevinal est mentionné pour la première fois en 1296. Après 1366, un double siège échevinal fut créé : le siège intérieur, pour la ville de Brée, administrait la justice liégeoise ; le banc extérieur, pour Reppel et Beek, entre autres, rendait justice à Loons.
La ville fut incendiée en 1367 par les troupes de Jean d'Arkel, alors prince-évêque de Liège. Au XVIe siècle, les guerres de Gueldre (nl) faisaient rage et Bree fut attaquée en 1542 par les troupes gueldroises de Maarten van Rossum, mais l'attaque fut repoussée. En 1572, ce sont les troupes de Guillaume d'Orange, en route vers Ruremonde, qui menacent également Bree mais qui font surtout des ravages dans le pays. En 1604, Bree fait face à une attaque de 6 000 espagnols, qu'elle parvient dans un premier temps à repousser, mais qui imposent ensuite un tribut à la ville. Les Croates ont également lancé une attaque infructueuse. Le prince de Nassau dut revenir deux fois avant de réussir à entrer dans la ville. En 1636, ce sont les troupes de Jean de Werth qui se tenaient devant la ville. Cette attaque a été repoussée, après quoi les troupes ont reporté leur colère contre d'autres villages et villes. En 1675, Bree fut de nouveau ravagée par les troupes hollandaises. La première moitié du XVIIIe siècle est également caractérisée par de nombreux cantonnements militaires. De plus, plusieurs incendies (1601, 1616, 1697 et 1699) ravagent la ville, si bien que de nombreux bâtiments anciens sont perdus. La seconde moitié du XVIIIe siècle apporte une paix relative, mais de 1786 à 1790, la campagne est ravagée par les Bokkenrijders. À Bree, 15 membres présumés de cette bande de brigands ont été exécutés par pendaison et deux par strangulation.
Bree connut la présence de nombreux ordres monastiques. En 1464, le monastère Notre-Dame de Rivière à Bree fut fondé à partir du monastère franciscain de Sainte-Catherine (ou Sint-Catharinadal) à Hasselt. Un vaste complexe monastique avec église a été achevé au début du XVIe siècle. Le monastère fut fermé en 1797 et vendu, en 1808, à des particuliers qui démolirent la plupart des bâtiments du monastère.
En 1659, les premiers moines s'installèrent dans le monastère augustinien nouvellement construit de Saint-Michel, qui fut agrandi jusqu'en 1720. Le monastère fut fermé en 1797 et les bâtiments furent utilisés comme caserne et entrepôt municipal. À partir de 1865, il eut une vocation pédagogique. Le Collège épiscopal Saint-Michel y fut fondé peu après 1884.
En plus de ces monastères, Bree connaissait la maison-refuge de l'abbaye de Postel (nl), dont un vestige se trouve au numéro 3 de la Grauwe Torenwal. Cette maison fut utilisée de 1861 à 1875 par les Sœurs de la Charité de Tilburg, qui y organisèrent une école maternelle, et de 1876 à 1889 par les sœurs Ursulines de Maaseik, qui y dirigeaient une école de filles. Les Filles de la Sainte-Croix sont venues ici en 1890, y ont établi une maison de retraite et y sont restées jusqu'en 1980.
Durant les premiers jours de la Seconde Guerre mondiale, Bree et Bocholt échappent aux dégâts de guerre majeurs (voir Bree et Bocholt les 10 et 11 mai 1940 (nl)).

## Sections de la commune
| # | Section   | Superf. (km²) | Habitants (2020) | Habitants par km² | Code INS |
| - | --------- | ------------- | ---------------- | ----------------- | -------- |
| 1 | Bree      | 24.20         | 8.898            | 368               | 72004A   |
| 2 | Beek      | 15.70         | 1.552            | 99                | 72004A2  |
| 3 | Gerdingen | 9.34          | 1.911            | 205               | 72004A1  |
| 4 | Tongerlo  | 8.94          | 1.245            | 139               | 72004B   |
| 5 | Opitter   | 6.80          | 2588             | 380               | 72004C   |

## Héraldique
|  | La ville possède des armoiries qui lui ont été octroyées le 26 juillet 1926 et à nouveau le 5 mars 1985. Auparavant, le 14 janvier 1902, des armoiries légèrement différentes, sans support, furent accordées. Le conseil de Bree demanda pour la première fois des armoiries en 1859, mais cette demande fut rejetée. En 1898, le conseil demanda les mêmes armoiries, qui furent ensuite accordées. Ces armoiries sont inspirées des anciens sceaux de la ville, les plus anciens connus depuis 1431. Elles montrent le burelé du Comté de Looz, dans lequel se trouvait la ville. L'origine des pals n'est pas connue. En 1911, le conseil demanda à utiliser l'archange Saint Michel comme cimier, comme le montrent les sceaux de Bree de 1425, 1676 et 1678. De même, il a été découvert que les couleurs du champ de senestre étaient fausses et devaient être gueules et sable au lieu de sable et d'or. En raison de la Première Guerre mondiale, la procédure ne fut achevée qu'en 1926. Après les fusions de 1977, il fut décidé de conserver les armoiries anciennes, car les armoiries d'Opitter, la seule autre commune portant des armoiries, montraient également le burelé du Comté de Looz. Les armoiries d'Opitter lui avaient été octroyées le 22 mars 1920. Blasonnement : Parti: au 1 burelé d'or et de gueules de dix pièces, au 2 de sable aux deux pals d'or. L'écu sommé d'un Saint Michel d'argent terrassant un démon du même. Source du blasonnement : Heraldy of the World. |

## Patrimoine
- Ancien hôtel de ville de Brée
- L’ancien cloître des Augustins, actuel hôtel de ville de Brée

## Habitants célèbres
- Kim Clijsters habite à Opitter.
- Leo Clijsters, footballeur, y est né en 1956.
- Johnny Galecki, acteur, y est né le 30 avril 1975.
- Jules Ingenbleek (1876-1953), secrétaire d'Albert Ier, sénateur et ministre, y est né en 1876.
- Thibaut Courtois, gardien de but en équipe nationale, y est né en 1992
- Max Verstappen, pilote de Formule 1, y a grandi et vécu jusqu'à son déménagement à Monaco en 2015
- Jaak Gabriëls, ministre d'Etat, ancien bourgmestre de Brée

## Démographie

### Évolution démographique de la section de Brée
- Sources:INS et www.limburg.be

### Évolution démographique de la commune fusionnée
En tenant compte des anciennes communes entraînées dans la fusion de communes de 1977, on peut dresser l'évolution suivante :
- Source : DGS - Remarque: 1831 jusqu'à 1981=recensement; depuis 1990=nombre d'habitants chaque 1er janvier[3]

## Économie
Le carrossier LAG est un important employeur. Sortant des semi-remorques et citernes, la branche autocars a été reprise par Van Hool (EOS, aujourd'hui disparu).

## Culture
En juin : Festival Afro Latino.